# شب‌ها در رودانته
شب‌ها در رودانته (به انگلیسی: Nights in Rodanthe) فیلمی محصول سال ۲۰۰۸ و به کارگردانی جرج سی.وولف است. در این فیلم بازیگرانی همچون ریچارد گی‌یر، داین لین، اسکات گلن، کریستوفر ملونی، وایولا دیویس، جیمز فرانکو، پابلو شرایبر، می ویتمن، چارلی تاهان ایفای نقش کرده‌اند.